# Přechodová ekonomika
Přechodová ekonomika je taková ekonomika, která se mění z plánované ekonomiky na tržní ekonomiku. Dochází k ekonomické liberalizaci a trh začíná vyvářet ceny sám, spíše než orgány plánované ekonomiky. Vzniká tlak na privatizaci státem vlastněných firem a přírodních zdrojů, dále vzniká nový finanční sektor, který má usnadnit makroekonomickou stabilizaci a kontrolovat pohyb soukromého kapitálu. Tento proces byl uplatněn zejména ve státech Východního bloku, Rusku a Číně.
Při přechodu ekonomiky často dochází k řadě krátkodobých negativních jevů, například k nárůstu nezaměstnanosti způsobenému tím, že nově zprivatizované společnosti začnou pracovat efektivněji. Dalším častým jevem je nárůst inflace jako výsledek odstranění státní kontroly nad cenami zboží a služeb.

## Přechodové ukazatele
Základním předpokladem tržní ekonomiky je existence soukromého vlastnictví.
Hlavními ukazateli přechodu jsou:
- Liberalizace
- Makroekonomická stabilizace
- Restrukturalizace a privatizace
- Reformy institucí a soudnictví